# Ракитница (Брестская область)
Ракитница (бел. Ракі́тніца) — агрогородок в Жабинковском районе Брестской области Белоруссии. Административный центр Ракитницкого сельсовета.

## География
Расположен в 12 км в направлении на юг от Жабинки, в 20 км от Бреста, в 12 км от железнодорожной станции Жабинка, около автомобильной дороги Минск-Брест.
Пролегает дорога Н140.

## История
В 1905 году деревня Рокитница в Кобринском уезде Рогознянской волости Гродненской губернии.
До 4 января 1965 года деревня входила в состав Рогозненского сельсовета, до 6 сентября 2000 года — в состав Петровичского сельсовета.
С 2000 года центр Ракитницкого сельсовета.
В 2008 году деревня Ракитница преобразована в агрогородок.

## Население

### Численность
- 2019 год — 963 человек

### Динамика
- 1905 год — 750 человек (деревня Рокитница)[4]
- 2001 год — 600 человек, 205 дворов
- 2009 год — 666 человек (перепись населения)[4]
- 2019 год — 963 человек (перепись населения)

## Инфраструктура
Брестское областное управление радио и телевидения, средняя школа, Дом культуры, библиотека, отделение связи.

## Культура
- Дом культуры
- Библиотека
- Музей ГУО "Ракитницкая средняя школа" Жабинковского района

## Достопримечательность
- Могила жертв фашизма —  Историко-культурная ценность Республики Беларусь, шифр 113Д000246.
- Курган Памяти в чествование памяти воинов, партизан и мирных жителей, погибших в Великую Отечественную войну.